# ミス・サイゴン
『ミス・サイゴン』(英: Miss Saigon) は、クロード＝ミシェル・シェーンベルクとアラン・ブーブリルの脚本、ブーブリルとリチャード・モリトビーJrの作詞によるミュージカル。ジャコモ・プッチーニのオペラ『蝶々夫人』を基にし、アメリカ兵とアジア人女性の引き裂かれた運命のロマンスを描いている。

## 概要
『蝶々夫人』のアメリカ海軍士官と没落藩士令嬢から置き換え、1970年代、ベトナム戦争末期のサイゴンの売春バーで働くベトナム人少女キムと、アメリカ大使館で軍属運転手を務めるクリスの悲恋が描かれている。
1989年9月20日にロンドンのウエストエンドで初演され、1999年10月30日、4000回以上の上演を経て閉幕した。1991年、ブロードウェイでも開幕し、その後ツアー公演が行われ多くの都市で上演されている。2014年ロンドン再演開幕前、初日の興行収入が£4mを越え世界記録となった。
1985年の『レ・ミゼラブル』に続き、シェーンベルクとブーブリルの2作目の大ヒット作品となった。2015年9月現在、ブロードウェイではロングラン公演歴代13位に位置づいている。

## 背景
脚本家のクロード＝ミシェル・シェーンベルクが、ふと見た雑誌に掲載されていた、ベトナム人の母が子供により良い生活をさせようとタンソンニャット空軍基地から元GI（アメリカ軍兵士）の父親の待つアメリカへ送り出そうとしている写真から着想を得て創作されたとされる。シェーンベルクはこの母親の行動を「尊い犠牲」と考え、『ミス・サイゴン』の中心テーマとすることに決めた。
ジャコモ・プッチーニ作のイタリア・オペラ『蝶々夫人』と、その着想の元となったフランスのピエール・ロティの小説『お菊さん（Madame Chrysanthème）』をストーリーのベースにしている。
作品のハイライトはサイゴン最後のアメリカ人が大使館の屋根からヘリコプターで去るシーンで、残されたベトナム人たちは絶望で叫ぶ。

## プロダクション

### 1989年–1999年: ウエスト・エンド
1989年9月20日、ウエスト・エンドのドルリーリーン劇場で開幕して4,264回上演ののち1999年10月30日に閉幕した。ニコラス・ハイトナーが演出、ボブ・エイヴィアンが振付、ジョン・ネイピアが装置デザインを担当した。1994年12月、『マイ・フェア・レディ』を抜いて劇場最長ロングラン公演となった。ミュー ジカル『レ・ミゼラブル』を製作したクロード＝ミシェル・シェーンベルクとブーブリルのコンビの超大作として、ロンドンでは開幕前から話題が沸騰していた。
フィリピン人女優のレア・サロンガがキム役オリジナル・キャストに起用され、ローレンス・オリヴィエ賞およびトニー賞を受賞し名声を上げた。後に、森尚子が日本人女優初のウエストエンド主演を果たしている。エンジニア役オリジナル・キャストはジョナサン・プライスで、同じくオリヴィエ賞およびトニー賞を受賞した。クリス役オリジナル・キャストはサイモン・ボウマンであった。

### 1991年–2001年: ブロードウェイ
1991年4月11日、ブロードウェイにあるブロードウェイ劇場で初演され、9年9か月後の2001年1月28日に4,092回目で幕を閉じた。ハイトナー、エイヴィアン、ネイピアが再度携わり、アンドリーン・ネオフィトゥとスージー・ベンジンガーが衣裳デザイン、デイヴィッド・ハーシーが照明デザインを担当した。2015年9月現在、ブロードウェイ史上13番目に長いロングラン公演となっている。

### 2014年–2016年: ウエスト・エンド再演
2014年5月からは初演25周年を記念してロンドンのウエスト・エンドにあるプリンス・エドワード劇場で再演プレビュー公演が開始した。キャメロン・マッキントッシュがプロデュースし、ローレンス・コナーが演出を担当した。2012年11月19日から22日、フィリピンのマニラでキム役オーディションが行われた。2013年11月21日、18歳のイーヴァ・ノブルゼイダがキム役に配役されたと発表された。他にKwang-Ho Hong がトゥイ役、ジョン・ジョン・ブライオンズがエンジニア役、アリスター・ブラマーがクリス役、ヒュー・メイナードがジョン役、タムシン・キャロルがエレン役、レイチェル・アン・ゴーがジジ役に配役された。5月21日から正式に開幕した。
2014年9月22日、25周年スペシャル・ガラが行われた。通常公演がカーテン・コールまで行われ、サロンガ、ボウマン、プライスを含む1989年オリジナル・キャストが登場し、現役キャストと共にスペシャル・フィナーレが行われたのである。サロンガおよびアンサンブルの『This is the Hour 』で始まり、サロンガとゴーが『The Movie in My Mind 』を演じた。サロンガ、ボウマン、ブラマー、ノブルゼイダが『Last Night of the World 』を演じ、プライスが『American Dream 』を演じている途中にブライオンズが参加した。
760回上演ののち、2016年2月27日に閉幕した。閉幕日、キム代役ターニャ・マナラン、エンジニア代役クリスチャン・レイ・マーベラなど多くの代役も参加し『Muck-Up Matinee 』を演じた。マッキントッシュは今後2年間で25周年ガラの映像上映、イギリス・ツアー公演、オーストラリア、ドイツ、ブロードウェイでの公演の計画を発表した。2016年5月からブロードウェイ・ミュージカル『アラジン』公開のため閉幕し、元トゥイ役代役イーサン・ル・ポンがアラジン役代役となった。

### 2017年–2018年: ブロードウェイ再演
2015年11月19日、ウエスト・エンド・プロダクションが2017年春から2018年1月15日の限定でブロードウェイで公開されることになった。2014年ウエスト・エンド再演出演者のノブルゼイダがキム役、ブライオンズがエンジニア役を再び演じることになり、他の出演者はこれから発表される。その後全米ツアー公演が行われる予定である。2016年8月4日、ブロードウェイ・オリジナル公演と同じブロードウェイ劇場で上演されることが発表された。2017年5月1日からプレビュー公演、5月23日から正式な公演が開幕される予定である。

### 他のプロダクション
ロンドン公演開幕以降、多くの都市でも製作されており、1994年12月2日から1999年12月19日、シュトゥットガルトで行われた他、トロントでの公演は新しい特設劇場が設立された。2009年8月5日から16日、ノルウェーの人口1万1千人の小さな島ボムロでは地元ミュージカル劇団により屋外劇場で上演され、演出でベル・ヘリコプターが使用された。公式サイトによると25ヶ国、27団体、246都市で上演され、12ヶ国語に翻訳上演されている。2013年、バージニア州アーリントンにあるシグネイチャー劇場での公演において、『Now That I've Seen Her 』は『Maybe 』に置き換えられた全米初の公演となり、2014年にはウエスト・エンド再演でも採用された。

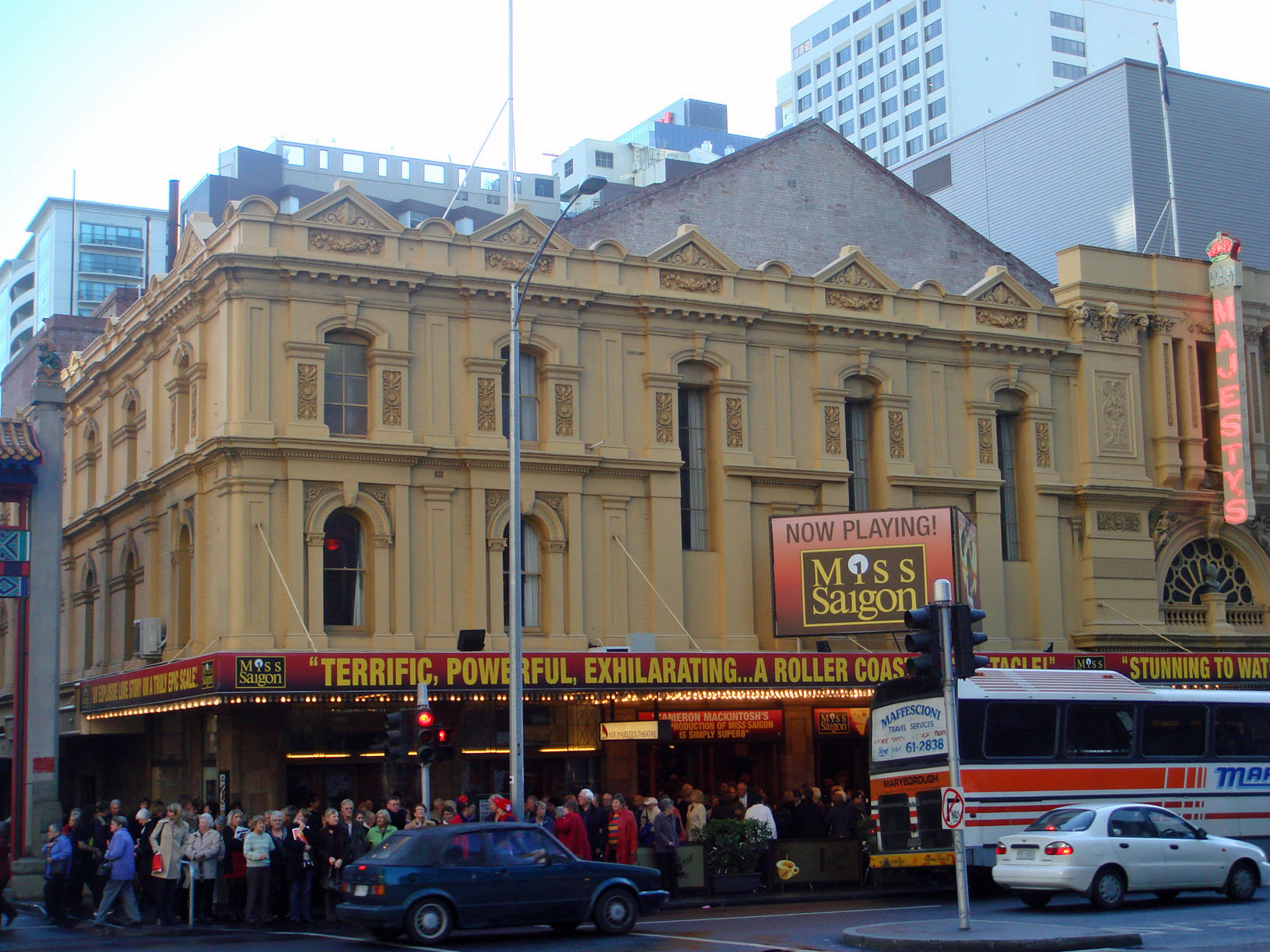
『ミス・サイゴン』上演中のメルボルンのハー・マジェスティ劇場

### ツアー公演
1999年のロンドン公演閉幕、2001年のブロードウェイ公演閉幕後、オリジナルのロンドンの舞台は7か月かけてイギリスおよびアイルランドの6か所の大劇場でツアー公演を行なった。マンチェスターにあるパレス劇場で開幕し、バーミンガム・ヒポドロム、サウサンプトンにあるメイフラワー劇場、エジンバラ・プレイハウス、ブリストル・ヒポドロム、ダブリンにあるポイント劇場で上演された。2003年に閉幕し、マッキントッシュは新たなプロダクションによる小規模劇場向け公演を製作した。2004年7月に開幕し、2006年6月に閉幕した。
1992年10月、イリノイ州シカゴから初の全米ツアー公演が行われ、数々の都市の大規模劇場で上演された。1993年7月14日から9月12日、ボストンにあるワン・センター、1994年春、フロリダにあるブロウォード・センター、1994年6月、ワシントンD.C.にあるジョン・F・ケネディ・センターなどである。マッキントッシュは「装置のカットはなく追加のみ。アメリカで上演できる劇場は限られている」と語った。
1995年初頭、シアトルから2回目の全米ツアー公演が行われ、ホノルル、サンフランシスコ、トロント、ボストン、シカゴ、ウエスト・パーム・ビーチを含みアメリカおよびカナダをまわって2000年8月、バッファローで閉幕した。オリジナル・キャストはキム役にディディ・マグノ(のちにクリスティン・レミジオ、ミカ・ニシダに交代)、エンジニア役にトム・セスマ(のちにジョセフ・アンソニー・フォロンダ)、クリス役にマット・ボガート(のちにウィル・チェイス、スティーヴン・パスケル、グレッグ・ストーン、ウィル・スウェンソンに交代)が配役された。このプロダクションはブロードウェイのオリジナル・デザインおよび演出を採用しているが、一般的な会場に適応するサイズとなっている。
2002年夏から2005年春、2003年11月のニューアークにあるニュージャージー・パフォーミング・アーツ・センター、2005年2月のノースカロライナ州ローリー、2003年11月のフロリダ州ゲインズビルなど様々な会場で北米ツアー公演が行われた。
2017年度、全英ツアー公演が計画されている。

## ストーリー

### 第1幕
1975年4月、ベトナム戦争は終焉を迎えようとしている。ベトナムの田舎娘だったキムは、17歳で家族を失い家を焼かれ、首都サイゴンまで逃げてくる。そこで、フランス人とベトナム人の混血の通称「エンジニア」の経営する売春宿「ドリームランド」で働くことになる。舞台裏で準備中、他の少女たちに未熟さを冷やかされる("Overture")。アメリカ海兵隊はもうすぐベトナムを離れるためベトナム人売春婦たちとパーティをする("The Heat Is on in Saigon")。米兵のクリスはパーティに嫌気がさしていたが、戦友のジョンに無理矢理連れてこられた。少女たちは海兵隊員たちの投票で「ミス・サイゴン」が決められるところである。キムの純真さにクリスは惹かれる。ジジがミス・サイゴンに選ばれ、海兵隊にアメリカに連れて帰ってほしいと頼み困らせる。少女たちはより良い生活に思いをはせる("Movie in My Mind")。ジョンのおごりで、キムの最初のお客はクリスとなる("The Transaction")。キムはシャイで気乗りしなかったが、クリスとダンスする。クリスはそれ以上何もせずに料金を支払い出て行こうとする。エンジニアはクリスがキムを気に入らなかったのかと尋ね、クリスはキムを連れて部屋に向かうことにする("The Dance")。
キムの寝顔を見ながらクリスは神になぜベトナムを離れる直前に出会わせてしまったのかと尋ねる("Why, God, Why?")。キムが目覚めクリスは料金を払おうとするがキムは男性と寝たのはこれが初めてだったとして断る("This Money's Yours")。キムがまだ幼いことに気付き、クリスは共に暮らそうと語る。キムとクリスはひかれ合い、お互いを愛すようになる("Sun and Moon")。クリスはジョンに、キムと一緒にいたいため連れて行くと語る。ジョンはベトコンがもうすぐサイゴン政権をつぶすと警告するが、渋々クリスを応援する("The Telephone Song")。クリスはエンジニアにキムを連れて行きたいと語るが、エンジニアはアメリカ滞在許可証と引き換えだと語る。クリスはエンジニアに銃を突きつけ、キムの意見の方が大事だと脅す("The Deal")。
少女たちはクリスとキムの結婚式を祝い("Dju Vui Vai")、ジジは本当のミス・サイゴンはキムだと語る。キムが13歳の時に両親が決めた婚約者でいとこのトゥイがキムを迎えに来る。ベトナム人民軍に所属するトゥイは白人と一緒にいるキムを見て激高する("Thuy's Arrival")。クリスとトゥイは互いに銃を持ち向き合う。キムはもう両親は亡くなったためこの婚約は無効であり、何の感情も持ち合わせていないと語る。トゥイは2人に罵声を浴びせ出て行く("What's This I Find")。クリスはベトナムを離れる時はキムを連れて行くと約束する。クリスとキムは初めて出会った夜に踊った時と同じ曲でダンスをする("Last Night of The World")。1975年4月30日、サイゴン陥落の日、クリスはキムを連れてアメリカに帰ろうとするが周囲に反対され門に残し一人で帰国する。
それから3年が経った1978年、ホーチミンと名を変えたサイゴンでは解放および米軍撤退3周年のパレードが行われる("Morning of The Dragon")。トゥイは新政府のもとで高い地位に上り、部下にエンジニアを探させる。エンジニアにキムを探させ連れて来させるつもりである。キムはまだクリスを愛しており、いつかクリスが迎えに来てくれると固く信じながら貧民街に隠れている。その頃クリスは新しいアメリカ人妻エレンとベッドにおり、夢を見てキムの名を叫びながら目を覚ます。エレンとキムは地球の反対側でそれぞれがクリスとの別れを恐れる("I Still Believe")。
1週間後、トゥイの部下が北部でエンジニアを見つける。共産党内部ではエンジニアは「チャン・ヴァン・ディン」と呼ばれており、エンジニアはこの3年間稲作農業をしていた。エンジニアはトゥイをキムの隠れ家に連れて行く。しかしキムはトゥイの部下が外で待っていることを知らず結婚を拒む。トゥイは部下を呼び入れキムとエンジニアを捕まえ、再教育収容所に入れると脅す。キムはクリスとの間にできた3歳の息子タムがいることを告げる。逆上したトゥイは裏切り者と呼び、タムをナイフで殺そうとする。キムはやむをえず、クリスが残していった拳銃でトゥイを射殺する("You Will Not Touch Him")。キムはタムとともに逃げ("This Is the Hour")、エンジニアにこれまでのことを話す("If You Want to Die in Bed")。エンジニアはタムの父親がアメリカ人と知り("Let Me See His Western Nose")、アメリカへ移住するダシに使えると思い2人に協力する。エンジニアはタムのおじということにして2人をタイのバンコクに連れて行くことにする。3人は他の移民たちと共に移民船に乗る("I'd Give My Life for You")。

### 第2幕
1978年9月のジョージア州アトランタ。ジョンはベトナムに残してきた子供たち（ブイ・ドイ）とアメリカ人の父親を繋ぐ支援活動を行っている("Bui Doi")。集会の場で、ジョンはクリスに、キムがバンコクで生きていることとタムのことを告げ、クリスはこれまでの悪夢が晴れる一方で自分の知らない間に生まれてしまった子供の存在に苦悩する。ジョンはエレンとともにバンコクに行くことを強く勧め、クリスはキムとタムのことをエレンに打ち明ける("The Revelation")。バンコクの安クラブで、キムはダンサー、エンジニアは客引きとして働いている("What A Waste")。キムを探しに来たジョンに会い、キムはクリスがバンコクに来ていることを知ったが、ジョンはクリスに妻がいることを言えなかった。キムはクリスが来ていること、そしてタムに父親が会いに来ていて一緒にアメリカに行けると話せることにとても喜ぶ。キムが喜んでいる様子を見てジョンは本当のことを言い出せなくなるが、必ずクリスを連れてくると約束する("Please"、2014年ロンドン再演で同じメロディの"Too Much for One Heart"に変更)。
エンジニアはキムに、騙されているのかもしれないから自分でクリスを探せと言う("Chris Is Here")。トゥイの亡霊が登場し、キムにサイゴン陥落の日と同じようにクリスは裏切るだろうと脅す。キムはあの夜のフラッシュバックに悩まされる("Kim's Nightmare")。
1975年の悪夢。キムはベトコンがサイゴンにやってきたことを思い出す。町は騒然とし、クリスは大使館から呼び出されキムに銃を渡して逃げる準備をさせた。クリスが大使館に入ると門が閉まり、ワシントンD.C.からの命令でサイゴンに残っているアメリカ人は全員避難することになった。大使はベトナム人は大使館には今後一切入れないことと語った。キムが大使館の門に到着すると怯えたベトナム人の一団が門の中に入ろうとしていた。クリスはキムを呼び、群衆の中からキムを連れてこようとするが、ジョンはクリスを殴ってやめさせた。クリスは最後にヘリコプターに乗り込みサイゴンを離れたが、門外からキムはクリスへの愛を誓った("The Fall of Saigon")。
1978年のバンコク。キムは嬉しそうに結婚衣装を着て("Sun and Moon [Reprise]")、出掛けている間エンジニアにタムの面倒をみてもらう。キムがクリスの泊まっているホテルに出向くとそこにはエレンがおり、キムはエレンはジョンの妻と誤解したが、エレンは自分はクリスの妻だと明かす。キムは傷付きエレンの言葉を信じない。エレンがキムにクリスはタムの父親なのか尋ねると、キムはうなずく。キムはタムに貧民街で育ってほしくないため、タムを連れて帰ってほしいと頼むが、エレンはタムには実の母親が必要だし自分はクリスとの実の子が欲しいと語る。キムは怒り、クリスと2人で話したいと言い部屋に踏み込む("Room 317")。エレンはキムに申し訳なく思うが、クリスを守る決意をする("Now That I've Seen Her"、旧題"Her or Me"。2011年オランダ再演で全く違う曲の"Maybe"に置き換えられた)。
キムを探しに行っていたクリスとジョンが戻る。エレンはキムが来ていることを2人に伝え、キムに全てを話さなければならないと語る。クリスとジョンはこの3年は長過ぎたことを痛感して意を決する。エレンはキムが自分の場所でクリスと会いたがっていること、そしてタムをアメリカに連れて行って欲しがっていることを伝える。ジョンはキムがタムに「アメリカ人」として育ってほしいのだと気付く。エレンはクリスにキムを選ぶのか自分を選ぶのか最終通告する。クリスはエレンを安心させ、互いの愛を誓いあう。クリスはアメリカから資金援助をして、タムもキムもバンコクに置いて行こうとする。ジョンは、キムはタムをタイに住まわせたくないと思っているだろうと警告する("The Confrontation")。クラブでキムはエンジニアにアメリカに行くのだと強がる("Paper Dragons")。エンジニアはアメリカでどんな素晴らしい生活が待っているのか想像する("The American Dream")。クリス、ジョン、エレンはエンジニアを見つけ、キムとタムに会わせてもらう。
キムの部屋で、キムはタムに父親が来てくれて幸せだと語り、自分は一緒にアメリカには行けないがずっと愛していると言う("This Is the Hour [Reprise]"。2014年ロンドン再演レコーディングではこれらの歌詞は含まれていないが"Little God of My Heart"となっている)。クリス、エレン、ジョン、エンジニアが部屋の前に着く。エンジニアはタムを部屋から連れてきて父親に紹介する。キムの夢は、タムをアメリカに連れて行き、幸せな生活を送らせることであった。しかし自分がいてはタムもアメリカに行けないことを悟り、自ら命を絶つことを決意した。キムはカーテンの後ろに隠れ、自ら銃を撃つ。銃声を聞いた一同が部屋に入ると床に倒れ致命傷を負ったキムがいた。クリスはキムを抱き起し、なぜこんなことをしたのか尋ねる。キムは最初に会った夜のように抱いて、あの夜語ったことをもう1度話してほしいと言い、愛する人の腕の中でキムは息絶える("Finale")。

## 主な登場人物
キム (Kim)
本作の主人公。
ベトナム人。田舎の村に住んでいたが、ベトコンに家族を殺され、家を焼かれ17歳でサイゴンまで逃げてきた。サイゴンでは、エンジニアの経営する売春宿ドリームランドで働くことになる。そこでクリスと出会い、愛を誓う。サイゴン陥落後にクリスとの息子・タムを産み、再びクリスに会える日を待ち望みながら一人タムを育てる。
クリス (Chris)
アメリカ兵。本名クリストファー・スコット。ベトナム従軍後、帰国するも本国では受け入れられず、逃げ戻るように軍属として大使館付きの運転手をしているが、そんな暮らしに何もかもが嫌になっている時に同僚のジョンに連れられ、気晴らしにエンジニアの経営する売春宿にやってくる。そこでキムと出会い心惹かれるが、サイゴン陥落によりキムを置いてアメリカに帰国することになってしまう。国のために戦ったはずがアメリカ国民からは冷ややかな目で見られ、つらい日々を過ごしながらも、新しい生活を送ることを決意しエレンと結婚する。しかし、3年後ジョンから、キムにクリスとの間の子供がおり、バンコクで暮らしていることを聞かされる。
エンジニア (Engineer)
フランスとベトナムの混血児で本名はチャン・ヴァン・ディン。サイゴンで売春宿ドリームランドを経営する。売春宿で知り合ったアメリカ兵の力を借りてアメリカへ行く事を夢見ている。「エンジニア」とはニックネームだが、何かの技術者という訳ではない。英語の "Engineer" には、「うまく切り抜けていくやつ」「世渡り上手」というような意味がある。
エレン (Ellen)
クリスのアメリカ人妻。ベトナムから帰国したクリスと結婚するが、クリスの心に潜む闇の部分に立ち入ることができないでいた。クリスから、ベトナムにいた時にキムと知り合い、今はクリスとキムの子供がバンコクにいることを聞かされる。クリスとジョンとともに、キムと子供のいるバンコクに旅立つ。
ジョン (John)
クリスのベトナムでの戦友。クリスがキムに会うきっかけとなった売春宿へクリスを連れて行く。アメリカに帰国後は、ベトナム孤児となったアメリカ兵の子供を救出するために活動する。ベトナムから帰国して3年後、バンコクにキムとクリスとの子供がいることを知りクリスに伝える。
トゥイ (Thuy)
キムの従兄弟で許嫁。二人が13歳の時に、キムの両親が結婚を決める。トゥイはその後、敵のはずのベトコンに寝返りキムの反感を買う。エンジニアの売春宿にキムを迎えに来るが、キムが敵国の兵士であるクリスと恋に落ちたと知って激昂。サイゴン陥落後は人民委員補にまでなり、キムを執拗に追い続ける。サイゴン陥落から3年後にキムを見つけるが、クリスとの子供タムがいることを告げられ、逆上してタムを殺そうとする。
ジジ (Gigi)
エンジニアの経営する売春宿で働くコールガールの一人。店で開かれていた「ミス・サイゴン・コンテスト（店のNo.1を決めるコンテスト）」で「ミス・サイゴン」に選ばれる。店の女性たちと共に、クリスと結ばれたキムを本当の"ミス・サイゴン"として祝福する。
タム (Tam)
キムとクリスの3歳の息子。

## 曲目
| 第1幕 - 序曲 "Overture" / "Backstage Dreamland" – ジジ、キム、エンジニア、バー・ガールズ - 火がついたサイゴン "The Heat is On in Saigon" – 兵士、バー・ガールズ、エンジニア、キム、ジョン、クリス、ジジ - 我が心の夢 "The Movie in My Mind" – ジジ、キム、バー・ガールズ - バータリング・フォー・キム "The Transaction" – エンジニア、ジョン、兵士、クリス、キム - キムとクリスのダンス "The Dance" – キム、クリス、エンジニア - 神よ何故? "Why, God, Why?" – クリス - この金は君のもの "This Money's Yours" – クリス、キム - サン・アンド・ムーン "Sun and Moon" – クリス、キム - ユニコーン/電話 "The Telephone Song" / "Asking For Leave" – クリス、ジョン - 取引 "The Deal" – エンジニア、クリス - ウェディング "The Wedding Ceremony" – ジジ、キム、バー・ガールズ、クリス - トゥイの侵入 "Thuy's Arrival" / "Thuy's Intervention" – トゥイ、クリス、キム - 世界が終わる夜のように〈1978年4月ホーチミン〉 "Last Night of the World" – クリス、キム - サイゴン陥落 "The Morning of the Dragon" – 兵士、エンジニア、門番、トゥイ - 今も信じてるわ "I Still Believe" – キム、エレン - クークープリンセス "Back in Town" / "Coo-Coo Princess" – エンジニア、キム、トゥイ、兵士 - トゥイの死 "Thuy's Death" / "You Will Not Touch Him" – トゥイ、キム - "This is the Hour" – コーラス - 生き延びたけりゃ "If You Want to Die in Bed" – エンジニア - キムとエンジニア "Let Me See His Western Nose" / "Kim & Engineer"– キム、エンジニア - 命をあげよう "I'd Give My Life for You" – キム - "Exodus" - コーラス | 第2幕 - オープニング "Entr'acte" - ブイ・ドイ "Bui Doi" – ジョン、コーラス - 新しい事実 (ポスト・ブイ・ドイ)〈1978年10月バンコク〉 "The Revelation" – クリス、ジョン - バンコク "What a Waste" – エンジニア、ハスラー、ツーリスト、ジョン、キム - プリーズ "Please" – ジョン、キム (オリジナル・プロダクション) / "Too Much For One Heart" - ジョン、キム (2014年ロンドン公演) - クリスはここに〈1975年4月サイゴン〉 "Chris is Here" – エンジニア、キム、クラブ・オーナー、ジョン - キムの悪夢パート1~トゥイの亡霊 "Kim's Nightmare" – トゥイ - キムの悪夢パート2~大使館 "Fall of Saigon" – 兵士、クリス、キム、ジョン、市民 - キムの悪夢パート3~大使館の門 "Sun and Moon" (Reprise) – キム - キムとエレン "Room 317" – キム、エレン - 今,彼女に会った "Now That I’ve Seen Her" – エレン (オリジナル・プロダクション "Her or Me") - "Maybe" - エレン (2011年オランダ公演 / 2014年ロンドン公演 / 2017年ブロードウェー公演) - エレンとクリス "The Confrontation" – クリス、エレン、ジョン - ペーパー・ドラゴン "Paper Dragons" – エンジニア、キム - アメリカン・ドリーム "The American Dream" – エンジニア - 私の小さな神 † "This is the Hour" / "Little God of My Heart" (Reprise) – キム - "Finale" – クリス、キム |

† 後にラストシーンが改変されこの曲は、同名の別の曲に差し替えられた。英語版CDと帝国劇場ライブ盤に収録されている曲と、現在上演されている物では全く違う曲と歌詞で歌われているが、現在のバージョンはプログラムの曲目リストには載っていない。

## キャスト
| 登場人物   | オリジナル・ウエスト・エンド・キャスト(1989年) | オリジナル・ブロードウェイ・キャスト(1991年) | ウエスト・エンド再演キャスト(2014年) | ファイナル・ウエスト・エンド再演キャスト | ブロードウェイ再演キャスト(2017年) |
| ---------- | ---------------------------------------------- | -------------------------------------------- | ------------------------------------ | ---------------------------------------- | ---------------------------------- |
| キム       | レア・サロンガ                                 | レア・サロンガ                               | イーヴァ・ノブルゼイダ               | イーヴァ・ノブルゼイダ                   | イーヴァ・ノブルゼイダ             |
| エンジニア | ジョナサン・プライス                           | ジョナサン・プライス                         | ジョン・ジョン・ブライオンズ         | ジョン・ジョン・ブライオンズ             | ジョン・ジョン・ブライオンズ       |
| クリス     | サイモン・ボウマン                             | ウィリー・フォーク                           | アリステア・ブラマー                 | クリス・ペルソ                           | アリステア・ブラマー               |
| ジョン     | ピーター・ポリカーポウ                         | ヒントン・バトル                             | ヒュー・メイナード                   | ヒュー・メイナード                       | ニコラス・クリストファー           |
| エレン     | クレア･ムーア                                  | リズ・キャラウェイ                           | タムシン・キャロル                   | シオバン・ディロン                       | ケイティ・ローズ・クラーク         |
| トゥイ     | キース・バーンズ                               | バリー・K・ベルナル                          | Kwang-Ho Hong                        | チョ・サンウン                           | デヴィン・イロウ                   |
| ジジ       | イサイ・アルヴァレス                           | マリナ・チャパ                               | レイチェル・アン・ゴー               | マーシャ・ソンカム                       | レイチェル・アン・ゴー             |
| キム代役   | モニク・ウィルソン                             | カム・チェン                                 | ターニャ・マナラン                   | ターニャ・マナラン                       | リアナ・スタ・アナ                 |

## 各国版プロダクション
各国版でミス・サイゴンが上演された国・都市は下記の通りである。（2009年12月現在）
- 1989年 - イギリス（ロンドン〈ウエストエンド〉）
- 1991年 - アメリカ（ブロードウェイ）
- 1992年 - 日本（東京〈帝国劇場〉）
- 1993年 - トロント、日本（帝国劇場）
- 1994年 - ハンガリー、ロサンゼルス
- 1995年 - シドニー、ドイツ
- 1996年 - オランダ
- 1997年 - デンマーク
- 2000年 - フィリピン、ポーランド
- 2001年 - イギリス（ツアー）
- 2004年 - イギリス（ツアー）、日本（帝国劇場）
- 2005年 - アメリカ（ツアー）
- 2006年 - 大韓民国
- 2007年  - オーストラリア、ブルガリア、チェコ共和国、カナダ、フィンランド、ブラジル
- 2008年 - 日本（帝国劇場）
- 2009年 - 日本（福岡〈博多座〉）、ニュージーランド (クライストチャーチ、パーマストンノース、ニュープリマス、ネーピア)
- 2010年 - ニュージーランド（Tauranga、Hamilton、Dunedin）
- 2011年 - ニュージーランド（Auckland）
- 2012年 - 日本
- 2014年 - イギリス（ロンドン〈ウエストエンド〉）
- 2014年 - 日本
- 2016年 - 日本
- 2017年 - アメリカ（ブロードウェイ）[32]
- 2017年 - イギリス（ツアー）
- 2018年 - アメリカ（ツアー）
- 2020年 - 日本
- 2022年 - 日本
- 2023年 - イギリス（シェフィールド）
- 2023年 - シドニー
- 2024年 - フィリピン
- 2025年 - イギリス（ツアー）
- 2026年 - 日本

## 日本公演

### 日本版スタッフ
- 製作：東宝
- 訳詞：岩谷時子

### 概要
日本では東宝が制作権を入手し、1992年4月に帝国劇場で開幕した（プレビューを経て5月5日に正式開幕）。東日本旅客鉄道（JR東日本）が「JR東日本びゅうシアター」と銘打って特別協賛していた。
キム役には、当時アイドルであった本田美奈子と無名新人の入絵加奈子が抜擢された。また、本田美奈子がケガで降板している間はアンダーであった伊東恵里もキムを演じていた。
配役発表当時、エンジニア役はダブルキャストで市村正親と治田敦が配されていたが、治田はエンジニア役を演じることはなく、開幕からしばらくは市村が単独で演じていた。開幕4か月後の8月に笹野高史が同役に追加されている。
また、初演のアンサンブルには石川禅、石井一孝など後に東宝の主要キャストとして活躍する人たちもいた。
504日間、745ステージ、観客数111万人という当時では空前の記録を残し1993年9月に閉幕した。
日本初演時、バンコクの歓楽街でポン引きに店に誘われる観光客は国籍不明（ただし、セリフでは「アーユーブリティッシュ？」と英国人を匂わせていた）だったが、再演時には他国同様、日本人のツアー客に変更されていた。
2008年9月4日の公演にて、通算上演回数1000回を達成した。
帝国劇場での初演時には、コンピューター制御での大掛かりな舞台セットで劇中に実物大のヘリコプターが登場するなど話題を呼んだ。このような演出を過不足なく表現する必要があるため、それに耐えうる設備を持つ帝国劇場と博多座でしか日本国内では上演できなかった。
しかし2012年から採用された新演出版では舞台装置、衣裳、照明といった視覚的なものから音響に至るまで全てのセクションが刷新し、劇場の大きさや設備の制約を受けず上演が可能になった。そのため東京の青山劇場やめぐろパーシモンホール、大阪の梅田芸術劇場を初めとして広島、愛知、山梨、神奈川(厚木）、宮城、福岡（北九州）、静岡、熊本、長野(松本)、岩手、新潟などの全国の舞台で公演が行われた。
2016年秋上演の公演では、全キャストの公開オーディションが開催された。また、本公演で初演よりエンジニア役を務めてきた市村が卒業。キム役の昆夏美が声帯結節のため帝国劇場公演は休演となり、笹本玲奈とキム・スハのダブルキャストとなった。
2019年5月17日、2020年5月・6月公演におけるキム役が高畑充希、昆夏美、大原櫻子、屋比久知奈の4名に決定したことが発表された。なお、2016年秋の公演を最後に卒業を発表していた市村正親が卒業を撤回し、エンジニア役として出演することも併せて発表された。だが、新型コロナウイルスの感染拡大を受けて、地方公演も含めた全公演が中止となった。

### トラブル
- 1992年7月4日 : 本田美奈子が本番中に舞台装置の滑車に右足を轢かれるという事故が起き、足の指4本を骨折。そのまま一幕最後の「命をあげよう」までを歌い切ったが、二幕からダブルキャストの入絵加奈子に交代。全治3か月と診断されたが、誕生日の7月31日に怪我から1か月足らずで復帰を果たした。ただし完治はしておらず特製ギプスを装着しての復帰だった。
- 2004年8月10日 : プレビュー公演初日に装置故障のため、開演が20分遅れる。
- 2004年9月26日 : ヘリコプター故障のため45分間一時中断。キャスト代表として筧利夫と帝国劇場責任者から挨拶の後再開。
- 2004年9月14日 : 別所哲也が右足の怪我によって休演。
- 2004年09月28日 : 怪我で休演していた別所哲也が復帰。特別カーテンコールが行われる。
- 2004年10月22日 : 公演中「サン・アンド・ムーン」後に大使館&電話のセットが出ず、部屋も引っ込まずに一時中断。約40分の休憩後に再開するも、婚礼のセットの左右が付かない・バルコニーがはけない等のトラブルが起こり、そのまま公演中止となる。キャスト全員による挨拶と「命をあげよう」の大合唱が行われた。2004年公演最大最悪の事態。結果的に11月1日同キャストによる振り替え公演決定。
- 2004年11月12日 : 900回記念にもかかわらず二幕の最初に「ブイ・ドイ」の映像が出ないトラブル発生。終演後特別カーテンコールの際、岡幸二郎が謝罪。
- 2008年7月 帝国劇場の公演途中でタム役が降板
- 2009年1月5日 博多座の初日公演でキムがエレンとホテルの部屋で出会うシーンの前、キムの家が2つに割れずホテルの部屋のセットが出てこず、10分間一時中断。終幕後特別カーテンコールの際、筧利夫が謝罪。
- 2009年1月7日（昼の部） : 「キムの悪夢」終了後舞台装置が引き込まず20分間中断。筧利夫が「装置を正座させて一晩中説教します」と謝罪。
- 2009年1月22日（夜の部） : キャデラックが出てきたものの定位置まで下がりきらず、筧が飛び乗れないアクシデント発生。 筧はそれを逆手に取ってエンジニアの「叶わない夢」である事を強調した芝居で対応した。
- 2009年2月17日（夜の部） : 「ポスト・ブイドイ」の場面でクリスを演じる照井のマイクが故障。照井は地声で終幕まで乗り切った。
- 2009年2月24日（夜の部） : 「プリーズ」の場面でスプリンクラーが故障し、舞台下手で「雨」が降るアクシデントが発生したが、中断することなく終幕まで続けられた。緊迫した「ナイトメア」となった。

### 日本版キャスト

#### 1992年 - 1993年（日本初演）
- エンジニア - 市村正親、笹野高史、治田敦（開幕前に降板、アンサンブルのみで出演）
- キム - 本田美奈子、入絵加奈子、（代役）伊東恵里
- クリス - 岸田智史、安崎求、（代役）宮川浩
- ジョン - 園岡新太郎、今井清隆（アンサンブルとの交互出演）
- エレン - 鈴木ほのか、岡田静、石富由美子
- トゥイ - 山形ユキオ、山本あつし、留守晃（3名ともアンサンブルとの交互出演）
- ジジ - 岡田静、北村岳子、園山晴子
- タム - 蓮池貴人、類家大地、北尾亘、久保孝典、篠塚諒、佐々木総太

#### 2004年
- エンジニア - 市村正親、筧利夫、橋本さとし、別所哲也
- キム - 笹本玲奈、知念里奈、新妻聖子、松たか子
- クリス - 石井一孝、井上芳雄、坂元健児、貴水博之（再演前に降板）
- ジョン - 石井一孝、今井清隆、岡幸二郎、坂元健児
- エレン - ANZA、石川ちひろ、高橋由美子
- トゥイ - 泉見洋平、tekkan、戸井勝海
- ジジ - 杵鞭麻衣、高島みほ、平澤由美
- タム - 足立和優、内田裕希、畠山紫音

#### 2008年・2009年
- エンジニア - 市村正親、筧利夫、橋本さとし、別所哲也
- キム - 笹本玲奈、知念里奈、新妻聖子、ソニン
- クリス - 井上芳雄、照井裕隆、原田優一、藤岡正明
- ジョン - 岡幸二郎、坂元健児、岸祐二
- エレン - 浅野実奈子、シルビア・グラブ、鈴木ほのか、RiRiKA
- トゥイ - 泉見洋平、石井一彰、神田恭兵
- ジジ - 池谷祐子、菅谷真理恵、桑原麻希 (2009年博多座は不参加）
- タム - 中西龍雅、首藤勇星、寺井大治

#### 2012年・2013年
- エンジニア - 市村正親
- キム - 笹本玲奈、知念里奈、新妻聖子
- クリス - 原田優一、山崎育三郎
- ジョン - 岡幸二郎、上原理生
- エレン - 木村花代
- トゥイ - 泉見洋平
- ジジ - 池谷祐子
- タム - 荒川槙、加藤憲史郎、寺崎杏珠

#### 2014年
- エンジニア - 市村正親（開幕直後に胃がんを公表したため7月27日公演を持って休演）、駒田一、筧利夫（市村の代役として8月以降に出演）
- キム - 笹本玲奈、知念里奈、昆夏美
- クリス - 原田優一、上野哲也
- ジョン - 岡幸二郎、上原理生
- エレン - 木村花代、三森千愛
- トゥイ - 泉見洋平、神田恭兵
- ジジ - 池谷祐子、吉田玲菜
- タム - 浅沼みう、陣慶昭、新津ちせ

#### 2016年・2017年
- エンジニア - 市村正親、駒田一、ダイアモンド☆ユカイ
- キム - 笹本玲奈、キム・スハ、昆夏美（帝国劇場公演は休演[38]）
- クリス - 上野哲也、小野田龍之介
- ジョン - 上原理生、パク・ソンファン
- エレン - 知念里奈、三森千愛
- トゥイ - 藤岡正明、神田恭兵
- ジジ - 池谷祐子、中野加奈子
- タム - 君塚瑠華、重松俊吾、前田武蔵

#### 2020年（全公演中止）
- エンジニア - 市村正親、駒田一、伊礼彼方、東山義久
- キム - 高畑充希、昆夏美、大原櫻子、屋比久知奈
- クリス - 小野田龍之介、海宝直人、三雲肇(チョ・サンウン)
- ジョン - 上原理生、上野哲也
- エレン - 知念里奈、仙名彩世、松原凜子
- トゥイ - 神田恭兵、西川大貴
- ジジ - 青山郁代、則松亜海
- タム - 神崎紗菜、城戸晴慶、塚原和香、前田壮雲

#### 2022年
- エンジニア - 市村正親、駒田一、伊礼彼方、東山義久
- キム - 高畑充希、昆夏美、屋比久知奈
- クリス - 小野田龍之介、海宝直人、三雲肇(チョ・サンウン)
- ジョン - 上原理生、上野哲也
- エレン - 知念里奈、仙名彩世、松原凜子
- トゥイ - 神田恭兵、西川大貴
- ジジ - 青山郁代、則松亜海
- タム - 上原琴葉、鎌⽥久遠、藤元萬瑠、前⽥桜来

#### 2026年・2027年
- エンジニア -
- キム -
- クリス -
- ジョン -
- エレン -
- トゥイ -
- ジジ -
- タム -

## 批判
1975年、サイゴン陥落で最も有名な写真(屋根の上のCIAのヘリコプターを目がけて人々が梯子を上っている)を撮影したオランダ人フォト・ ジャーナリストのHubert van Es は、自分の写真が作品に使用されたことで法的訴訟を検討した。

### キャスティングに関する批判
アジア人、女性の描き方で人種的、性的問題があると批判を受けている。プライスやバーンズなどの白人俳優がヨーロッパ/アジア人を演じることで、カラー・コンタクトレンズ装着や色の濃いファンデーションを使用し、ミンストレル・ショーを思い起こさせるとされた。
オリジナル・ロンドン・キャストにおいて、狂言回しのエンジニア役にはジョナサン・プライスが配され、ロンドン公演からニューヨーク公演に移行する際、俳優労働組合は白人俳優であるプライスの出演を拒否したため、ユーラシアンのポン引きの設定に変えた。俳優労働組合事務局長アラン・アイゼンバーグは「白人俳優がアジア人を演じることはアジア人コミュニティを侮辱する行為である。アジア人俳優をこの役に配役することがとても重要で、アジア人俳優が端役にしかつけない現状を打破しなければならない」と語った。ただしこの意見には英国俳優組合などから表現の自由を侵すものであると多くの批判が上がった。チケットの売り上げは非常によかったにもかかわらず、プロデューサーのキャメロン・マッキントッシュは公演中止の脅迫を受けた。
キム役のオーディションは大々的に世界的に行われたが、エンジニア役、トゥイ役などアジア人男性役は特に大きなオーディションは行われなかった。エンジニアの役がユーラシアンとなってからもプライスが白人であることで差別的だと批判された。またプライスはイギリスで有名人のため、アメリカの舞台俳優を配役せず有名外国人をそのまま配役したのだとされる。マッキントッシュからの圧力により、俳優組合は意見を引っ込めることになった。ブロードウェイ公演はプライスがエンジニア役で開幕した。
またウエスト・エンド公演からブロードウェイ公演への移行の際、今度はサロンガがイギリス人でもアメリカ人でもないことが問題になった。サロンガはフィリピン人であり、アメリカ俳優組合は組合員を配役したかったためサロンガの配役に難色を示した。マッキントッシュはアメリカやカナダの複数の都市でオーディションを行なったが、サロンガ以上の適役は見つけられなかった。1か月後、サロンガが正式に再演することになった。

### オリエンタリズム、人種および女性差別
長年、この作品は人種差別的および女性差別的であるとして各地で抗議団体が設立されている。2010年のフルブライト・プログラムのヒデオ・マルヤマは「ミス・サイゴンではない本当のベトナム人に会う時が来た。アメリカ人がまだそうしたくなくとも」と語った。モン族系アメリカ人芸術家および活動家のMai Neng Moua は「1994年、ツアー公演の時に私は抗議した。私は大学生でそれまで抗議活動などしたことはなかった。どうやったらいいかもわからなかった。私は罵られたり物を投げつけられたりすることが怖かった。その後私は、家族が日系人の強制収容にかかったことのある日系アメリカ人のエスター・スズキに出会った。エスターは私と同じくらい小柄であったが、とても勇敢だった。エスターはキング牧師の「皆が自由でなければ誰も自由でない」という言葉を誰よりも理解し、『ミス・サイゴン』に抗議した。私はエスターに同意し、『ミス・サイゴン』に抗議し、彼女から強さをもらった。私たちは『ミス・サイゴン』が人種差別的で女性差別的であり、アジア系アメリカ人を侮辱するものであるとして抗議した。それから19年後、まだ何も変わっていない」と語った。ベトナム系アメリカ人活動家デニス・ヒューイは、Mai Neng Moua はこの作品が描くステレオタイプが気に入らないのだと代弁した。アフリカ系アメリカ人劇場であるペナンブラ・シアターの芸術監督サラ・ベラミーは「有色人種ならわかると思うが、この作品は私たち有色人種のための作品ではない。熱帯地方、偽の民族衣装や小道具、有色人種の登場人物を利用した白人による白人のための白人についての作品で白人至上主義と白人の権力を描いている」と語った。

## キャスト・レコーディング
| Character  | オリジナル・キャスト・レコーディング | コンプリート・シンフォニック・レコーディング | 2014年キャスト・レコーディング |
| ---------- | ------------------------------------ | -------------------------------------------- | ------------------------------ |
| キム       | レア・サロンガ                       | ジョアンナ・アンプリ                         | イーヴァ・ノブルゼイダ         |
| エンジニア | ジョナサン・プライス                 | ケヴィン・グレイ                             | ジョン・ジョン・ブライオンズ   |
| クリス     | サイモン・ボウマン                   | ピーター・コウゼンス                         | アリスター・ブラマー           |
| ジョン     | ピーター・ポリカポウ                 | ヒントン・バトル                             | ヒュー・メイナード             |
| エレン     | クレア・ムーア                       | ルーシー・ヘンシェル                         | タムシン・キャロル             |
| トゥイ     | キース・バーンズ                     | チャールズ・エイズリー                       | Kwang-Ho Hong                  |
| ジジ       | イサイ・アルヴァレス                 | ソニア・スウェイビー                         | レイチェル・アン・ゴー         |

## 批評
1989年度、ロンドン公演において数々の賞および称賛を受けたが、ローレンス・オリヴィエ賞ミュージカル作品賞を逃がした。
1991年のブロードウェイ開幕から批評的にも商業的にも最高のミュージカル作品との呼び声が高かった。チケット売り上げ2,400万ドル、チケット料金100ドル、39週内でのリピートと様々なブロードウェイ記録を塗り替えた。
同年のトニー賞において、『ミス・サイゴン』と『The Will Rogers Follies 』がそれぞれ11部門にノミネートされた。『ニューヨーク・タイムズ』紙は「『The Will Rogers Follies 』と『ミス・サイゴン』がミュージカル作品賞最有力候補である。しかしロンドン・ミュージカルの『ミス・サイゴン』が負けるのではないかと予想される。しかしイギリス人俳優のプライス、フィリピン人女優のサロンガのブロードウェイでの演技は最高であり、両者の戦いは長く続く」と記した。
ほとんどの部門で『The Will Rogers Follies 』が受賞したが、サロンガがミュージカル主演女優賞、プライスがミュージカル主演男優賞、バトルがミュージカル助演男優賞を受賞した。

## 受賞歴

### オリジナル・ロンドン・プロダクション
| 年   | 賞                       | 部門               | ノミネート者         | 結果       |
| ---- | ------------------------ | ------------------ | -------------------- | ---------- |
| 1989 | ローレンス・オリヴィエ賞 | 新作ミュージカル賞 | 新作ミュージカル賞   | ノミネート |
| 1989 | ローレンス・オリヴィエ賞 | ミュージカル男優賞 | ジョナサン・プライス | 受賞       |
| 1989 | ローレンス・オリヴィエ賞 | ミュージカル女優賞 | レア・サロンガ       | 受賞       |
| 1989 | ローレンス・オリヴィエ賞 | 演出賞             | ニコラス・ハイトナー | ノミネート |

### オリジナル・ブロードウェイ・プロダクション
| 年   | 賞                       | 部門                   | ノミネート者                                                                    | 結果       |
| ---- | ------------------------ | ---------------------- | ------------------------------------------------------------------------------- | ---------- |
| 1991 | トニー賞                 | ミュージカル作品賞     | ミュージカル作品賞                                                              | ノミネート |
| 1991 | トニー賞                 | ミュージカル脚本賞     | クロード＝ミシェル・シェーンベルク アラン・ブーブリル                           | ノミネート |
| 1991 | トニー賞                 | オリジナル楽曲賞       | クロード＝ミシェル・シェーンベルク アラン・ブーブリル リチャード・モリトビーJr. | ノミネート |
| 1991 | トニー賞                 | ミュージカル主演男優賞 | ジョナサン・プライス                                                            | 受賞       |
| 1991 | トニー賞                 | ミュージカル主演女優賞 | レア・サロンガ                                                                  | 受賞       |
| 1991 | トニー賞                 | ミュージカル助演男優賞 | ヒントン・バトル                                                                | 受賞       |
| 1991 | トニー賞                 | ミュージカル助演男優賞 | ウィリー・フォーク                                                              | ノミネート |
| 1991 | トニー賞                 | 振付賞                 | ボブ・エイヴィアン                                                              | ノミネート |
| 1991 | トニー賞                 | ミュージカル演出賞     | ニコラス・ハイトナー                                                            | ノミネート |
| 1991 | トニー賞                 | 装置デザイン賞         | ジョン・ネイピア                                                                | ノミネート |
| 1991 | トニー賞                 | 照明デザイン賞         | デイヴィッド・ハーシー                                                          | ノミネート |
| 1991 | ドラマ・デスク・アワード | ミュージカル男優賞     | ジョナサン・プライス                                                            | 受賞       |
| 1991 | ドラマ・デスク・アワード | ミュージカル女優賞     | レア・サロンガ                                                                  | 受賞       |
| 1991 | ドラマ・デスク・アワード | 編曲賞                 | ウィリアム・デイヴィッド・ブロウン                                              | 受賞       |
| 1991 | ドラマ・デスク・アワード | 照明デザイン賞         | デイヴィッド・ハーシー                                                          | 受賞       |
| 1991 | シアター・ワールド賞     | シアター・ワールド賞   | レア・サロンガ                                                                  | 受賞       |

### ロンドン再演
| Year | 年                       | 賞                 | 部門                         | 結果       | 脚注   |
| ---- | ------------------------ | ------------------ | ---------------------------- | ---------- | ------ |
| 2015 | ローレンス・オリヴィエ賞 | ミュージカル再演賞 | ミュージカル再演賞           | ノミネート | [ 57 ] |
| 2015 | ローレンス・オリヴィエ賞 | ミュージカル男優賞 | ジョン・ジョン・ブライオンズ | ノミネート | [ 57 ] |

## 映画化
2009年10月21日、映画化製作初期段階であると発表された。プロデューサーのポーラ・ワグナーが舞台版プロデューサーのマッキントッシュと組んで映画を製作すると報じられた。ロケ地はカンボジアおよび元サイゴンであるホーチミンとされる。
マッキントッシュは『ミス・サイゴン』の映画化は映画『レ・ミゼラブル』の成功にかかっていると語った。2013年8月、リー・ダニエルズがこの映画の監督を望んでいると報じられた。
2016年2月27日、ロンドン再演閉幕日、マッキントッシュは「遅かれ早かれ。もう他の人の手にもかかっている」と語り、映画化がそう遠くないことをほのめかした。また2014年、ロンドンでの25周年記念公演がオータム・シネマ・ブロードキャストのために収録された。2016年3月、ダニー・ボイル監督と交渉中であることが報じられた。